# Mumbrella
Mumbrella é um site australiano de notícias do setor de marketing e mídia. Foi iniciado em dezembro de 2008 por Tim Burrowes e, desde então, tornou-se uma fonte popular de notícias, análises e comentários sobre os setores de publicidade, relações públicas e mídia.

## História
Fundada em 2008 pelo ex-editor de revista britânico Tim Burrowes, a Mumbrella procurou preencher uma lacuna no mercado de nicho para notícias atualizadas sobre o setor de publicidade e mídia; uma área então dominada por revistas semanais do setor. Depois de iniciar sua carreira como jornalista de jornal, Burrowes ganhou experiência escrevendo nos setores de mídia e marketing depois de ser nomeado editor da revista britânica MediaWeek. Mais tarde, tornou-se editor da B&T Magazine na Austrália, antes de decidir criar a Mumbrella.
O Mumbrella foi inicialmente projetado para ser principalmente um boletim informativo semanal gratuito por e-mail, com o site simplesmente agindo como antecedente. No entanto, o site rapidamente se tornou o foco principal depois que conquistou rapidamente um público através de seus relatórios rápidos sobre notícias do setor e comentários críticos. Em 2012, o site alcançava mais de 200.000 leitores únicos por mês e movimentava US$ 1,5 milhão por ano através de seus vários fluxos de receita.
A Mumbrella expandiu-se para o mercado asiático em 2013 com o lançamento da Mumbrella Asia. A publicação agora hospeda versões asiáticas de sua bem-sucedida conferência Mumbrella Awards e Mumbrella360.
O negócio foi vendido para a empresa de eventos Diversified Communications, com sede nos EUA, por um valor de AU$ 8 milhões no final de 2017, com o objetivo de expandir o lado de eventos da marca Mumbrella.
O nome Mumbrella foi sugerido por um amigo depois que Burrowes descreveu sua ideia para o site como sendo sobre coisas sob o 'guarda-chuva de mídia e marketing', uma frase da qual o nome acabou sendo derivado.

## Eventos
A Mumbrella realiza vários eventos do setor, além de seu site.
Mumbrella360, a principal conferência de publicidade e mídia da Austrália, foi lançada em 2011. Atrai mais de 2000 participantes ao longo de três dias e, devido ao seu alto preço de ingresso e acordos significativos de patrocínio, tornou-se um importante fluxo de renda para a publicação.
A Mumbrella realiza prêmios da indústria de mídia e marketing, mostrando o Mumbrella Awards, lançado em 2013, um evento que atrai mais de 1000 participantes. O site também hospeda vários eventos específicos da indústria e aulas de treinamento profissional em toda a Austrália.